# Ringerike Grand Prix
Il Ringerike Grand Prix è una corsa in linea maschile di ciclismo su strada che si svolge in Norvegia nel mese di maggio. È inserita nel calendario dell'UCI Europe Tour classe 1.2.

## Storia
La corsa viene organizzata dall'Associazione Ciclistica Ringerike nell'omonima regione norvegese.
Dal 1975 al 1989 era una corsa in linea mentre dal 1990 è diventata una breve corsa a tappe. Dal 2011 ritorna ad essere organizzata come corsa in linea.
Nel palmarès spuntano nomi illustri quali i corridori di casa Thor Hushovd ed Edvald Boasson Hagen.

## Maglie
I leader delle varie classifiche indossano le maglie con gli stessi colori del Tour de France.
- Maglia gialla per il leader della classifica generale a tempo
- Maglia verde per il leader della classifica a punti
- Maglia a pois per il leader della classifica dei gran premi della montagna
- Maglia bianca per il leader della classifica dei giovani

## Albo d'oro
Aggiornato all'edizione 2025.
| Anno | Vincitore                             | Secondo                               | Terzo                                 |
| ---- | ------------------------------------- | ------------------------------------- | ------------------------------------- |
| 1975 | Tom Martin Biseth                     |                                       |                                       |
| 1976 | John Rangfred Hanssen                 |                                       |                                       |
| 1977 | Stein Bråthen                         |                                       |                                       |
| 1978 | Arne Klavenes                         |                                       |                                       |
| 1979 | Dag Erik Pedersen                     |                                       |                                       |
| 1980 | Stein Bråthen                         |                                       |                                       |
| 1981 | Dag Erik Pedersen                     |                                       |                                       |
| 1982 | Terje Gjengaar                        |                                       |                                       |
| 1983 | Dag Otto Lauritzen                    |                                       |                                       |
| 1984 | Torjus Larsen                         |                                       |                                       |
| 1985 | Torjus Larsen                         |                                       |                                       |
| 1986 | Atle Pedersen                         |                                       |                                       |
| 1987 | Olaf Lurvik                           |                                       |                                       |
| 1989 | Jan Erik Fjotland                     |                                       |                                       |
| 1990 | Dag Erik Pedersen                     |                                       |                                       |
| 1991 | Dag Otto Lauritzen                    |                                       |                                       |
| 1992 | Dag Otto Lauritzen                    |                                       |                                       |
| 1993 | Ole Sigurd Simensen                   |                                       |                                       |
| 1994 | Steffen Kjærgaard                     |                                       |                                       |
| 1995 | Ole Sigurd Simensen                   |                                       |                                       |
| 1996 | Svein Gaute Hølestøl                  |                                       |                                       |
| 1997 | Bo André Namtvedt                     |                                       |                                       |
| 1998 | Svein Gaute Hølestøl                  |                                       |                                       |
| 1999 | Thor Hushovd                          | Erlend Engelsvoll                     | Michael Andersson                     |
| 2000 | Arkaiusz Wojtas                       | Thor Hushovd                          | Chris Wherry                          |
| 2001 | Enrico Poitschke                      | Kazimierz Stafiej                     | Cedric Celarie                        |
| 2002 | Mads Kaggestad                        | Gabriel Rasch                         | Gustav Erik Larsson                   |
| 2003 | Jonas Holmkvist                       | Mads Kaggestad                        | Luke Roberts                          |
| 2004 | Kimmo Kananen                         | Simon Gerrans                         | Gabriel Rasch                         |
| 2005 | Are Andersen                          | James Lewis Perry                     | Gunnar Eidsheim                       |
| 2006 | Gabriel Rasch                         | Maint Berkenbosch                     | Fredrik Ericsson                      |
| 2007 | Edvald Boasson Hagen                  | Viktor Reneng                         | Gabriel Rasch                         |
| 2008 | Fredrik Ericsson                      | Sergey Firsanov                       | Johnny Hoogerland                     |
| 2009 | Sergey Firsanov                       | Joost van Leijen                      | Fredrik Ericsson                      |
| 2010 | Christer Rake                         | Sergey Firsanov                       | Christoph Pfingsten                   |
| 2011 | Gabriel Rasch                         | Michael Rasmussen                     | Bjørn Tore Hoem                       |
| 2012 | Michael Rasmussen                     | Kristoffer Skjerping                  | Sondre Holst Enger                    |
| 2013 | Reidar Borgersen                      | Michael Olsson                        | Sondre Holst Enger                    |
| 2014 | Magnus Cort Nielsen                   | Sven Erik Bystrøm                     | Kristoffer Skjerping                  |
| 2015 | Asbjørn Kragh Andersen                | Søren Kragh Andersen                  | Odd Christian Eiking                  |
| 2016 | Trond Trondsen                        | Krister Hagen                         | Marcus Fåglum Karlsson                |
| 2017 | Rasmus Guldhammer                     | Carl Fredrik Hagen                    | Troels Vinther                        |
| 2018 | Syver Wærsted                         | Alexander Kamp                        | Stan Dewulf                           |
| 2019 | Kristoffer Skjerping                  | Jeppe Aaskov                          | Sindre Lunke                          |
| 2020 | annullata per la Pandemia di COVID-19 | annullata per la Pandemia di COVID-19 | annullata per la Pandemia di COVID-19 |
| 2021 | annullata per la Pandemia di COVID-19 | annullata per la Pandemia di COVID-19 | annullata per la Pandemia di COVID-19 |
| 2022 | Sakarias Koller Løland                | Andreas Stokbro                       | Ludvik Holstad                        |
| 2023 | Jack Rootkin-Gray                     | Magnus Bak Klaris                     | Rasmus Bøgh Wallin                    |
| 2024 | Idar Andersen                         | Henrik Teslo Fjellheim                | Anton Stensby                         |
| 2025 | Sakarias Koller Løland                | Andreas Leknessund                    | Niklas Larsen                         |